# شون يونغ (لاعب كريكت)
شون يونغ (13 يونيو 1970 في أستراليا - ) (بالإنجليزية: Shaun Young)‏ هو لاعب كريكت أسترالي. شارك مع منتخب أستراليا الوطني للكريكت.

## وصلات خارجية
- شون يونغ على موقع إي آس بي آن كريك إنفو (الإنجليزية)